# Lysingen (Schiff)
Die Lysingen ist eine Doppelendfähre der norwegischen Reederei Torghatten Midt.

## Geschichte
Die Fähre wurde unter der Baunummer 71 auf der Werft Trønderverftet in Hommelvik gebaut. Der Rumpf wurde von Voldnes Skipsverft in Fosnavåg zugeliefert. Die Fähre wurde am 3. Juli 1992 an die Reederei Torghatten Trafikkselskap abgeliefert, aus der zum 1. März 2022 die Reederei Torghatten Midt hervorging.
Die Fähre wurde zwischen Holm und Vennesund im Verlauf des auch als Kystriksveien bezeichneten Fylkesvei 17 über den Bindalsfjord in Dienst gestellt. 2020 wurde sie auf dieser Fährverbindung von der Heilhorn ersetzt.
Benannt ist die Fähre nach dem Berg auf der Halbinsel Sømna.

## Technische Daten und Ausstattung
Das Schiff wird von einem Viertakt-Sechszylinder-Dieselmotor des Typs Caterpillar 3606TA angetrieben. Für die Stromerzeugung stehen zwei von Dieselmotoren mit jeweils 136 kW Leistung angetriebene Generatoren zur Verfügung.
Die Fähre verfügt über ein durchlaufendes Fahrzeugdeck mit zwei Fahrspuren. Auf einer Seite der Fähre ist ein zusätzliches Deck für die Beförderung von Pkw eingehängt. Das Fahrzeugdeck ist vollständig geschlossen. An beiden Enden der Fähre befinden sich nach oben aufklappbare Visiere. Die nutzbare Durchfahrtshöhe auf dem Fahrzeugdeck beträgt 4,6 m. Unter dem seitlich eingehängten Fahrzeugdeck wie auch auf diesem ist sie deutlich geringer.
Im mittleren Bereich der Fähre befinden sich oberhalb des Fahrzeugdecks die aus vier Decks bestehenden weiteren Decksaufbauten. Auf dem Deck direkt über dem Fahrzeugdeck sind die Einrichtungen für die Passagiere untergebracht. Darüber befindet sich ein Deck unter anderem mit den Einrichtungen für die Schiffsbesatzung. Auf diesem ist mittig ein Deck unter anderem mit technischen Betriebsräumen aufgesetzt, über dem sich das Steuerhaus befindet.